# إلا دارلينغ
إلا دارلينغ (بالإنجليزية: Ela Darling)‏ من مواليد 23 يوليو 1986م هي ممثلة إباحية أمريكية.

## وصلات خارجية
- إلا دارلينغ على موقع IMDb (الإنجليزية)
- إلا دارلينغ على موقع قاعدة بيانات الفيلم (الإنجليزية)
- إلا دارلينغ على موقع كينوبويسك (الروسية)